# Txalaparta (editorial)

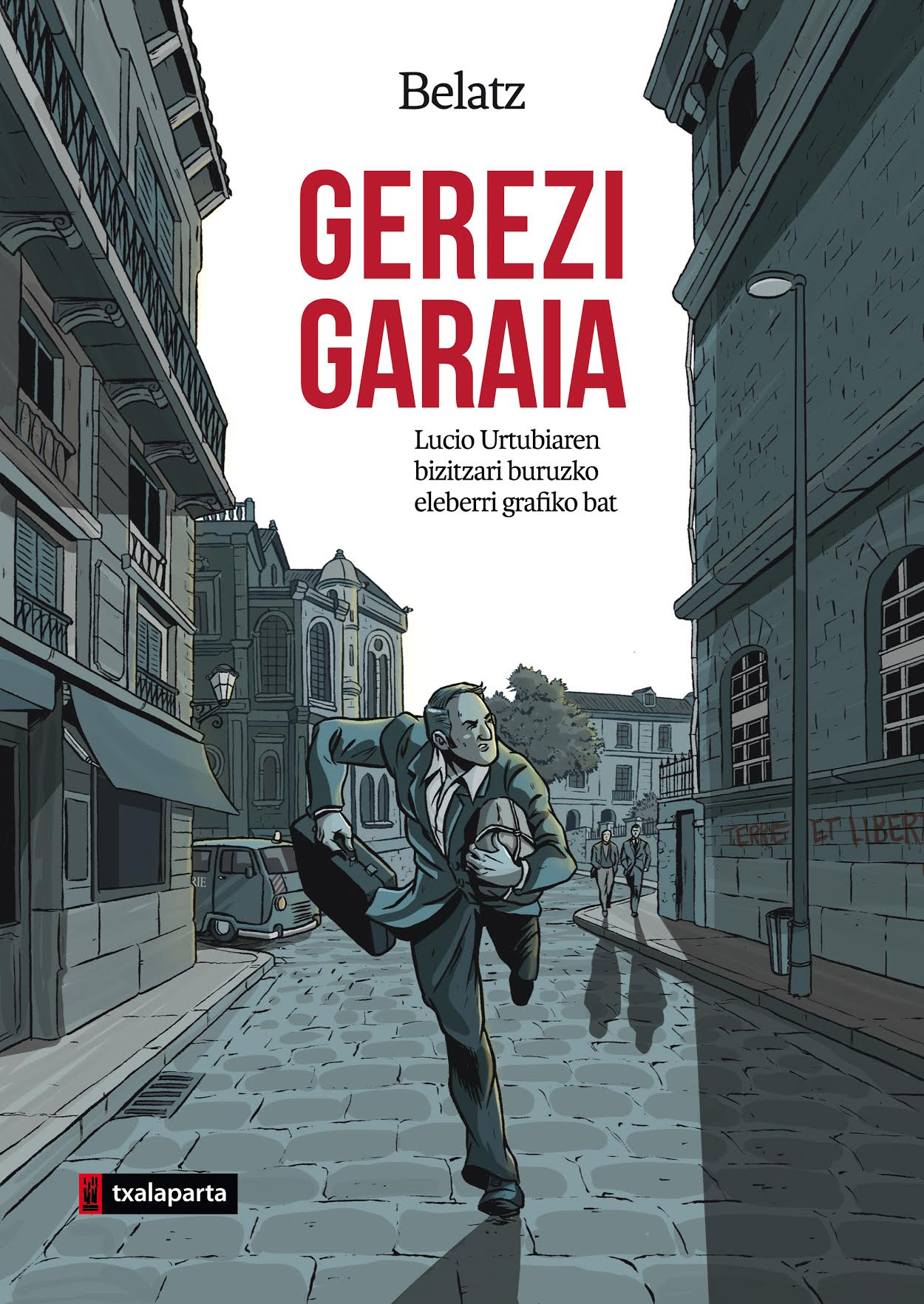
Novela gráfica sobre la vida de Lucio Urtubia editado por Txalaparta.

Txalaparta es una editorial independiente con sede en Tafalla (Navarra). Fundada en 1988 por José María Esparza Zabalegui, cuenta en su haber con más de 1000 títulos publicados.

## Historia
Los trabajos iniciales de los impulsores del proyecto comenzaron por afición y movidos por el interés de relatar la memoria histórica, con títulos que abordaban la Guerra Civil y diferentes temas relacionados con Navarra. Sus temáticas en la actualidad incluyen literatura vasca y universal, ensayos de ámbito histórico y político, trabajos de crítica social, clásicos sobre la izquierda política, así como enciclopedias históricas. Editan unos 40 libros al año, principalmente en euskera y castellano.
Su característica más distintiva es la confianza obtenida de un amplio grupo de lectores a través de su apoyo al proyecto de Txalaparta mediante su suscripción a sus colecciones de libros.

## Editores independientes
Bajo la denominación de Editores Independientes, en 1994 la editorial firmó un convenio para la edición simultánea con otras editoriales internacionales: Ediciones Era de México, Ediciones Trilce de Uruguay y LOM Ediciones de Chile. Pertenece también desde su fundación a la Alliance Internationale des Editeurs Indépendants.

## Autores
Txalaparta ha publicado a numerosos autores, entre los que destacan Joseba Sarrionandia, Patxi Zabaleta, Edorta Jiménez, Laura Mintegi, Luis Núñez Astrain, Andolin Eguzkitza, Hernando Calvo Ospina y Jon Alonso, entre otros.

## Colecciones
- Orreaga
- Gebara
- Ravel
- Gure Klasikoak
- Axuri Beltza
- Literotura
- Kortazar
- Ekin-Txalaparta
- TXO